# HMS Commonwealth (1903)
L'HMS Commonwealth è stata una corazzata della classe King Edward VII della Royal Navy. Come tutte le navi della classe (tranne la HMS King Edward VII) ha un nome che ricorda una parte importante dell'Impero Britannico, nel suo caso il Commonwealth of Australia. Dopo l'entrata in servizio nel 1905 servì nell'Atlantic Fleet fino a quando non ebbe una collisione con la HMS Albemarle all'inizio del 1907. Mentre era in riparazione fu trasferita nella Home Fleet. Dopo una riorganizzazione della flotta nel 1912, la nave, insieme alle gemelle della stessa classe, divenne parte del 3rd Battle Squadron, che servì nel Mediterraneo.
Quando scoppiò la prima guerra mondiale il 3rd Battle Squadron fu assegnato alla Grand Fleet e la Commonwealth condusse operazioni attorno alla Scozia e nel Mare del Nordcome parte della Northern Patrol. Nel 1916 la squadra fu distaccata al comando del Nore. Nel 1917 la Commonwealth fu rinnovata, unica unità della classe a ricevere una tecnologia equivalente a quelle delle dreadnought. Terminò la guerra come nave scuola per artiglieri, continuando il proprio ruolo fino al febbraio 1921, quando fu posta in disarmo e radiata.

## Caratteristiche tecniche
La HMS Commonwealth fu costruita presso la Fairfield Shipbuilding and Engineering Company di Govan. Fu impostata il 17 giugno 1902, varata il 13 maggio 1903 e completata nel marzo 1905.
Anche se la Commonwealth e le sue sette gemelle della classe King Edward VII erano dirette discendenti della classe Majestic, furono anche la prima classe ad essere significativamente diverse dalle precedenti, dislocando circa 1000 t in più e montando per la prima volta nella batteria intermedia quattro cannoni da 234 mm oltre ai 152 mm. I cannoni da 234 mm erano a tiro rapido come quelli da 152 mm e il proietto più pesante li rendeva delle armi formidabili per l'epoca del progetto della nave. Furono adottati per la paura che le navi britanniche fossero sottoarmate per il loro dislocamento e tche stessero diventando sottoarmate nei confronti delle navi nemiche che avevano iniziato a montare cannoni da 203 mm nelle batterie intermedie. I quattro cannoni da 234 mm erano montati in torrette singole a prua dell'albero di trinchetto e maestra, potendone usare 2 su ogni bordata. Anche così la King Edward VII e le sue gemelle furono criticate per non avere un armamento secondario uniforme da 234 mm, un'idea considerata ma poi scartata per il lungo tempo che sarebbe servito per modificare il progetto. Alla fine risultò impossibile distinguere tra di loro gli spruzzi dei proietti da 305 mm e da 234 mm, rendendo la direzione del tiro poco pratica per entrambi i calibri, anche se la Commonwealth aveva piattaforme per il controllo del tiro sull'albero di trinchetto e di maestra invece che le precedenti coffe di combattimento.
Come tutte le corazzate britanniche a partire dalle classe Majestic, le King Edward avevano quattro cannoni da 305 mm in due torrette binate (una a prua e una a poppa). Le prime cinque montarono cannoni da 305 mm Mark IX. Il posizionamento dei cannoni da 152 in casematte fu abbandonato su questa classe e questi cannoni furono invece posizionato in una batteria a centro nave protetta da corazzatura da 178 mm. Per il resto la corazzatura delle King Edward VII fu come quella della classe London se non per piccole differenze di dettaglio.
La Commonwealth e le sue gemelle furono le prime corazzate dagli anni 70 dell'800 ad avere timone compensato ed erano quindi molto manovrabili, con un diametro d'evoluzione a 15 nodi di 310 m. Erano però difficili da mantenere in rotta e questa caratteristica portò al soprannome di "the Wobbly Eight" (le traballanti otto) durante il loro servizio con la Grand Fleet dal 1914 al 1916. Avevano un rollio leggermente più rapido delle classi precedenti ma erano comunque buone piattaforme di tiro, anche se molto umide con cattivo tempo.
La Commonwealth, principalmente alimentata a carbone, ebbe dei nebulizzatori di nafta installati, come anche tutte le gemelle, tranne la New Zealand, una prima volta per le corazzate britanniche. Questi permettevano di alzare rapidamente la pressione del vapore, migliorando l'accelerazione della nave. A fini comparativi le otto navi ebbero quattro differenti disposizioni delle caldaie. La Commonwealth ebbe 16 caldaie a tubi d'acqua Babcock & Wilcox. Alle prove a mare superò la sua velocità di progetto arrivando fino a 19,5 nodi.
La Commonwealth era una nave potente al momento del suo progetto e raggiunse completamente tutti i suoi obiettivi. Fu però sfortunata, perché gli anni della sua costruzione furono tempi di sviluppi rivoluzionari per l'artiglieria navale, il controllo del tiro, la corazzatura e la propulsione navale. Si unì alla flotta alla metà del 1905, ma a poco più di un anno dall'entrata in servizio risultò già obsoleta a causa della rivoluzionaria corazzata HMS Dreadnought, entrata in servizio alla fine del 1906. Già nel 1914 la Commonwealth e le sue gemelle, come tutte le altre pre-dreadnought, eranò così sorpassate da essere utilizzate dalla Grand Fleet, tra il 1914 e il 1916, per navigare davanti a divisioni di corazzate monocalibre, proteggendole da eventuali mine, individuandole per tempo o urtandole per prime.
Commonwealth fu comunque ricostruita nel 1918 con tutti i sistemi di una dreadnought moderna, per poter svolgere il suo nuovo ruolo di nave scuola per artiglieri. Servì in questo ruolo fino al 1921, lasciando il servizio come ultima pre-dreadnought britannica ancora armata coi suoi cannoni e come penultima pre-dreadnought ritirata dal servizio attivo (solo la HMS Agamemnon rimase di più in servizio, servendo fino al 1926 come nave bersaglio radiocomandata).

## Servizio
Al completamento, la HMS Commonwealth fu consegnata all'arsenale di Portsmouth il 14 March 1905, dove fu posta in riserva. Entrò in servizio effettivo il 9 maggio 1905 presso l'arsenale di Devonport per sevire nell'Atlantic Fleet. Ebbe una collisione con la corazzata HMS Albemarle vicino a Lagos l'11 febbraio 1907, con conseguenti danni allo scafo e ad una paratia. Iniziò le riparazioni presso l'arsenale di Devonport nello stesso mese.
Mentre era in riparazione, la Commonwealth fu trasferita alla Channel Fleet, nel marzo 1907, e riprese il servizio con la flotta il 28 maggio 1907. Soffrì ulteriori danni quando s'arenò nell'agosto 1907, così dovette nuovamente essere riparata a Devonport fino ad ottobre. Il 24 marzo 1909 la Channel Fleet divenne la seconda divisione della Home Fleet e la Commonwealth divenne così parte della Home Fleet. Fu raddobbata a Devonport dall'ottobre 1910 al giugno 1911.
Nel maggio 1912 la Commonwealth e le sue sette gemelle della classe King Edward VII (Africa, Britannia, Dominion, Hibernia, Hindustan, King Edward VII e Zealandia) furono assegnate al 3rd Battle Squadron della Home Fleet. La squadra fu distaccata nel Mediterraneo nel novembre 1912 a causa della prima guerra balcanica. Arrivò a Malta il 27 novembre 1912 e partecipò subito al blocco navale del Montenegro e all'occupazione di Scutari. La squadra ritornò nel Regno Unito nel 1913 e si riunì alla Home Fleet il 27 giugno 1913.

### Prima guerra mondiale
Allo scoppio della prima guerra mondiale il 3rd Battle Squadron fu assegnato alla Grand Fleet. Fu utilizzato come complemento agli incrociatori della Grand Fleet nella Northern Patrol. Il 2 novembre 1914 la squadra fu spostata a Portland per rinforzare la Channel Fleet. Il 13 novembre 1914 si riunì alla Grand Fleet.
La Commonwealth servì nella Grand Fleet fino all'aprile 1916. Fu raddobbata tra il dicembre 1914 e il febbraio 1915. A partire dal 1 luglio 1915 fu la viceammiraglia del 3rd Battle Squadron per il resto dell'anno. Durante le sortite della flotta la nave e le sue gemelle spesso navigavano davanti a divisioni di dreadnought per proteggerle dalle mine, scoprendole per tempo o colpendole per prime.
Il 29 aprile 1916 il 3rd Battle Squadron fu basato a Sheerness e il 3 maggio 1916 fu separato dalla Grand Fleet per essere trasferito al comando del Nore. La Commonwealth rimase presso il Nore fino all'agosto 1917.

### Nave scuola artiglieri
La Commonwealth lasciò il 3rd Battle Squadron nell'agosto 1917 per essere ristrutturata presso l'arsenale di Portsmouth. Fu l'unica delle King Edward VII-class ad essere ristrutturata con moderni sistemi a bordo delle dreadnoughts, compresi compartimenti antisiluro, albero a tripode e un sistema di direzione del tiro. I cannoni da 152 mm furono rimossi dalla batteria e quattro furono installati sul ponte più alto. Quando il rinnovemento fu terminato, nell'aprile 1918, la nave era sicuramente la più avanzata pre-dreadnought al mondo. Rientrò in servizio attivo il 16 aprile dello stesso anno in servizio nella Northern Patrol. Il 21 agosto 1918 fu poi trasferita alla Grand Fleet, dove fu usata come nave scuola artiglieri basata ad Invergordon. Fu l'ultima pre-dreadnought in servizio attivo ancora armata con i suoi cannoni, continuando il servizio oltre la fine della prima guerra mondiale.

## Radiazione
Dopo tre anni passati come nave scuola la Commonwealth fu radiata nel febbraio 1921. Fu posta nella lista di vendita presso l'arsenale di Portsmouth nell'aprile 1921 e fu venduta alla Slough Trading Company, per essere demolita, il 18 novembre 1921. Fu in seguito venduta a demolitori tedeschi e rimorchiata fino in Germania.